# كوم المحرص
قرية كوم المحرص هي إحدى القرى التابعة لمركز أبو قرقاص بمحافظة المنيا في جمهورية مصر العربية. حسب إحصاءات سنة 2006، بلغ إجمالي السكان في كوم المحرص 7290 نسمة، منهم 3707 رجال و3583 امرأة.